# Ширяев, Василий Михайлович (критик)
Васи́лий Миха́йлович Ширя́ев (род. 1978, Елизово, Камчатская область) — русский писатель, литературный критик.

## Биография
Родился в семье отставного капитана космических войск, уроженца Харькова. Мать — из столыпинских переселенцев в Приморье, библиотекарь. Детство (1980-91) провёл в г. Енисейске Красноярского края. В 2000 году окончил Камчатский педагогический институт по специальности «преподаватель английского и немецкого языков». Работал в библиотеке. В 2003 году обучался на юридическом факультете Дальневосточного государственного университета (Камчатский филиал). Живёт на Камчатке в посёлке Вулканном.
С 2000 года стал писать тексты рэп-шансона, пробует писать прозу — фрагмент «Пурга» (подражание Маркесу и Зощенко) в альманахе «Языки Lavы» (2006).
С 2008 года профессионально занимается литературной критикой. В 2011 году стал учредителем Большой Камчатской критической премии.

Ширяев ворвался в зону профессионального чтения через условное, игровое опровержение всякого профессионализма, вызвав горячую реакцию у самых иерархически и концептуально несхожих персонажей, начиная с авторитетного Сергея Чупринина и заканчивая маргинальным перевёртышем Упырем Лихим.
— Алиса Ганиева

Пишет Ширяев критику о критиках, печатающихся на газетной и журнальной полосе: Алла Латынина, Андрей Немзер, Сергей Беляков… И пишет так, что при первой встрече ощущаешь себя оступившимся в блог, а потом начинаешь читать. В этом потоке блоговой инвективы обнаруживается подводное течение мысли, прорывающейся странными соображениями, которые залетают с неожиданной стороны, но так или иначе достигают цели.
— Игорь Шайтанов

Это ведь надо не испугаться придумать свою премию, привезти её в Петербург из посёлка Вулканный. Что под Петропавловском-Камчатским. Мало романтиков осталось. Трудно им.
— Татьяна Алфёрова

## Публикации
Я, например, напечатал статью в «Урале» без падежей, и никто этого не заметил. Потому что понятный текст понятен и без падежей, а непонятный текст непонятен с падежами.
— Василий Ширяев
Печатается в журнале «Урал», автор постоянной рубрики «Критика вне формата». Также публиковался в журнале «Вопросы литературы», газетах «Литературная Россия», «Литературная газета» и «НГ-Экслибрис», в интернет-изданиях «Топос» и «OpenSpace», в петропавловск-камчатских альманахах «Иероглиф» и «Языки Lavы».

## Премии
- Лауреат премии им. Демьяна Бедного за эссе «Анархия» (2010).
- Лауреат премии журнала «Урал» в номинации «Нон-фикшн» (2013).[12] Лауреат еженедельник Литературная Россия

## Интервью
- Борзописец из Вулканного (Сергею Нечаеву).
- Платону Беседину, peremeny.ru